# George Charles
Pour les articles homonymes, voir Charles.
George Frederick Lawrence Charles, né le 7 juin 1916 et mort le 26 juin 2004 à Castries est un syndicaliste et homme politique saint-lucien. Membre du Saint Lucia Workers' Co-operative Union (en), principal syndicat de l'île, il est aussi le fondateur du Parti travailliste de Sainte-Lucie en 1949. Il est le premier Chief Minister de l'île de 1960 à 1964.

## Biographie
George Charles est le fils de James Charles, un activiste politique. Il reçoit une éducation privilégiée au Saint Mary's College (en). Comme beaucoup de jeunes Antillais de son temps, il émigre à Aruba et travaille pendant un an pour la Lago Oil and Transport Company (en), une entreprise de transport de pétrole. À Aruba, il commence à militer dans les syndicats. À son retour à Sainte-Lucie en 1945, il défend la cause des travailleurs à l'aéroport de Vigie - maintenant George F. L. Charles Airport -, où il est employé comme un chronométreur. Son militantisme le porte au secrétariat général du Saint Lucia Workers' Co-operative Union (en). En 1948, il est élu comme représentant des syndicats au comité directeur la ville de Castries.
En 1949, il fonde le Parti travailliste de Sainte-Lucie qui remporte les élections de 1951 (en), les premières au suffrage universel. Avec le SLP qui reste pendant plus de dix le parti dominant de la vie politique saint-lucienne, George Charles soutient des réformes pour l'amélioration des conditions de vie des travailleurs et de donner davantage d'autonomie à la colonie. Cette politique aboutit en 1960, quand le Royaume-Uni accorde de l'autonomie à Sainte-Lucie. George Charles devient le premier Chief Minister de l'île.
En 1964, à la suite de tensions au sein du SLP, George Charles perd les élections au profit de son ancien ministre John Compton. George Charles se retire alors de la vie politique. Il reçoit la Saint-Lucia Cross en 1987 et est anobli par Élisabeth II en 1988. Le 4 août 1997, l'aéroport de Vigie est rebaptisé Aéroport George F. L. Charles en son honneur. Il meurt à Castries le 26 juin 2004.